# Mogilica (rzeka)
Mogilica (niem. Muglitz) – rzeka, lewy dopływ Parsęty na Pojezierzach (źródło) i Pobrzeżach Południowobałtyckim (ujście), w województwie zachodniopomorskim, o długości 44 km. Powierzchnia dorzecza obejmuje 150,43 km².
Źródło rzeki znajduje się na Wysoczyźnie Łobeskiej w okolicach wsi Zajączkowo (gmina Połczyn-Zdrój), w pobliżu źródeł Regi. Następnie przepływa przez wsie Redło, Rąbino i Czarnowęsy i w okolicach Dębczyna (gmina Białogard) uchodzi do Parsęty.
Nazwę Mogilica wprowadzono urzędowo w 1948 roku, zastępując poprzednią niemiecką nazwę Muglitz Bach.